# Економски факултет Универзитета у Крагујевцу
Економски факултет Универзитета у Крагујевцу је високошколска, образовна и научна установа са традицијом дугом преко 60 година. Основан је као Одељење Економског факултета у Београду. 

## Почеци
Сагледавањем реалних потреба за даљим ширењем мреже високошколских установа у Србији 30. јуна 1960. године, закључен је уговор између Универзитета у Београду и Среза Крагујевац. Уговором су утврђене међусобне обавезе потписника: Универзитет у Београду се обавезао, да у Крагујевцу оснује одељење Економског и Машинског факултета, а Срез Крагујевац је преузео обавезу да обезбеди простор и услове за рад свих служби. После опсежних припрема Извршно веће НС НР Србије донело је 1. октобра 1960. године Уредбу о оснивању у Крагујевцу Одељења Економског и Машинског факултета Универзитета у Београду. Тада је, после 120 година и пресељења Лицеја у Београд, 1841. године, Крагујевац поново добио високошколске установе, претече данашњег Универзитета у Крагујевцу. У првој години студија уписано је 142 редовна и 489 ванредних студената.
Након петнаест година рада и развоја 16. децембра 1975. године Факултет је прерастао у независну високошколску институцију. Од 21. маја 1976. године, Факултет је ушао у састав новооснованог Универзитета у Крагујевцу.
Декани овог факултета су Милинко Шћепановић (1975−1979), Живадин Стефановић (1979−1982), Миодраг Младићевић (1982−1983), Радослав Сенић (1983−1987), Илија Росић (1987−1990, 2000−2004), Љубица Симаковић (1990−1991), Његош Шолак (1991−1994), Слободан Анђелковић (1994−1996), Стево Ковачевић (1996−1998), Милица Вујичић (1998−2000), Слободан Малинић (2004−2011), Верица Бабић (2011−2013), Љиљана Максимовић (2013−2016), Петар Веселиновић (2016-2022), а од 2022. Милена Јакшић. 

## Образовна делатност
Економски факултет Универзитета у Крагујевцу је акредитована високошколска институција са акредитованим студијским програмима на сва три нивоа студија (основним, мастер и докторским). Факултет је акредитован и као научно-истраживачка организација.

## Катедре
- Катедра за општу економију и привредни развој
- Катедра за менаџмент и пословну економију
- Катедра за рачуноводство, ревизију и пословне финансије
- Катедра за финансије, финансијске институције и осигурање
- Катедра за информатику и квантитативне методе

## Студијски програми основних академских студија
- Студијски програм основних академских студија "Економија и пословно управљање" траје четири године (8 семестара), има укупно 240 EСПБ бодова, припада пољу друштвено-хуманистичких наука и даје стручни назив "дипломирани економиста".
- Студијски програм основних академских студија "Пословна информатика" траје четири године (8 семестара), има укупно 240 EСПБ бодова, припада пољу друштвено-хуманистичких наука и даје стручни назив "дипломирани пословни информатичар".

Студијски програм Економија и пословно управљање има шест модула:
- Модул Економска политика и развој,
- Модул Међународна економија и пословање,
- Mодул Финансије, банкарство и осигурање,
- Модул Рачуноводство и пословне финансије,
- Модул Маркетинг,
- Модул Менаџмент, и
- Модул Туризам и хотелијерство.

## Студијски програми мастер академских студија
- Студијски програм - Економија и пословно управљање
- Студијски програм - Пословна информатика
- Студијски програм - Финансијски менаџмент јавне управе

### Модули - мастер академских студија Економија и пословно управљање
- Модул Економска политика и развој,
- Модул Међународна економија,
- Модул Иновације и технолошко предузетништво,
- Модул Маркетинг,
- Модул Међународни менаџмент,
- Модул Менаџмент у јавном сектору,
- Модул Менаџмент у туризму,
- Модул Рачуноводство и пословне финансије,
- Модул Ризик и осигурање, и
- Модул Финансије и банкарство.

## Студијски програм докторских академских студија Економија
Студијски програм докторских академских студија Економија траје три године, и вреди укупно 180 EСПБ бодова. Студијски програм докторских академских студија Економија припада пољу друштвено-хуманистичких наука, и то областима: Економске науке и Менаџмент и бизнис. Студијски програм докторских академских студија Економија даје научни назив: Доктор наука – економске науке.